# Castilleja miniata
Castilleja miniata es una especie de planta herbácea perteneciente a la familia Orobanchaceae. Es conocida con el nombre común de  giant red Indian paintbrush. Es originaria del oeste de América del Norte desde Alaska y Ontario hasta California y Nuevo México donde crece generalmente en lugares húmedos en una amplia variedad de tipos de hábitats. 

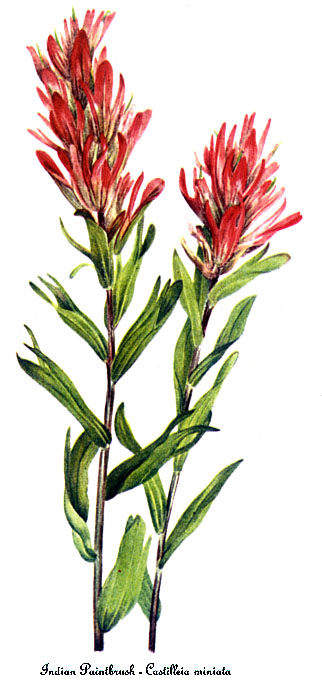
Ilustración

## Descripción
Esta planta silvestre es una hierba perenne que crece hasta unos 80 centímetros de alto, delgada y de color verde a morado oscuro.  Las hojas en forma de lanza tienen de 3 a 6 centímetros de largo, y están cubiertas de pelos finos.  La inflorescencia tiene brácteas de color rojo brillante a naranja pálido o de color naranja.  Entre las brácteas emergen las flores tubulares de color amarillo-verdosas, con los bordes rojos.

## Propiedades
Usada en la Terapia floral californiana, para situaciones donde hay agotamiento y se encuentra dificultad para expresar físicamente la creatividad y mantener la intensidad del trabajo creativo, esta flor procura creatividad energética, actividad artística intensa.

## Taxonomía
Castilleja miniata fue descrita por Dougl. ex Hook. y publicado en Flora Boreali-Americana 2: 106. 1838.
Etimología
Castilleja: nombre genérico que fue nombrado en honor del botánico español; Domingo Castillejo (1744-1793).
miniata: epíteto latino que significa "de color bermellón".
Variedades
- Castilleja miniata var. dixonii (Fernald) A.Nelson & J.F.Gmel.	A - limitada a la costa oeste desde Alaska a Oregón.
- Castilleja miniata subsp. elata (Piper) Munz - rara subespecies limitada a Klamath Mountains en el norte de California y sur de Oregon.

Sinonimia:
- Castilleja confusa Greene
- Castilleja confusa var. pubens (A.Nelson & J.F.Macbr.) A.Nelson & J.F.Macbr.
- Castilleja crispula Piper
- Castilleja gracillima Rydb.
- Castilleja inconstans Standl.
- Castilleja lanceifolia Rydb.
- Castilleja montana Congdon
- Castilleja oblongifolia A.Gray
- Castilleja pallida var. miniata (Douglas ex Hook.) A.Gray
- Castilleja rhexifolia var. pubens A.Nelson & J.F.Macbr.
- Castilleja tweedyi Rydb.
- Castilleja variabilis Rydb.
- Castilleja vreelandii Rydb.[4]